# Suvi Do (Palilula)
Pour les articles homonymes, voir Suvi Do.
Suvi Do (en serbe cyrillique : Суви До) est un village de Serbie situé dans la municipalité de Palilula et sur le territoire de la ville de Niš, district de Nišava. Au recensement de 2011, il comptait 996 habitants.

## Démographie

### Évolution historique de la population
| 1948 | 1953 | 1961 | 1971 | 1981 | 1991 | 2002 | 2011 |
| ---- | ---- | ---- | ---- | ---- | ---- | ---- | ---- |
| 319  | 326  | 442  | 564  | 631  | 807  | 935  | 996  |

|  |